# Kroktjärnen (Stensele socken, Lappland, 722602-159087)
Kroktjärnen är en sjö i Storumans kommun i Lappland och ingår i Umeälvens huvudavrinningsområde.